# Heuliez GX107
L'Heuliez GX107 è un autobus francese prodotto dal 1983 al 1996.

## Progetto

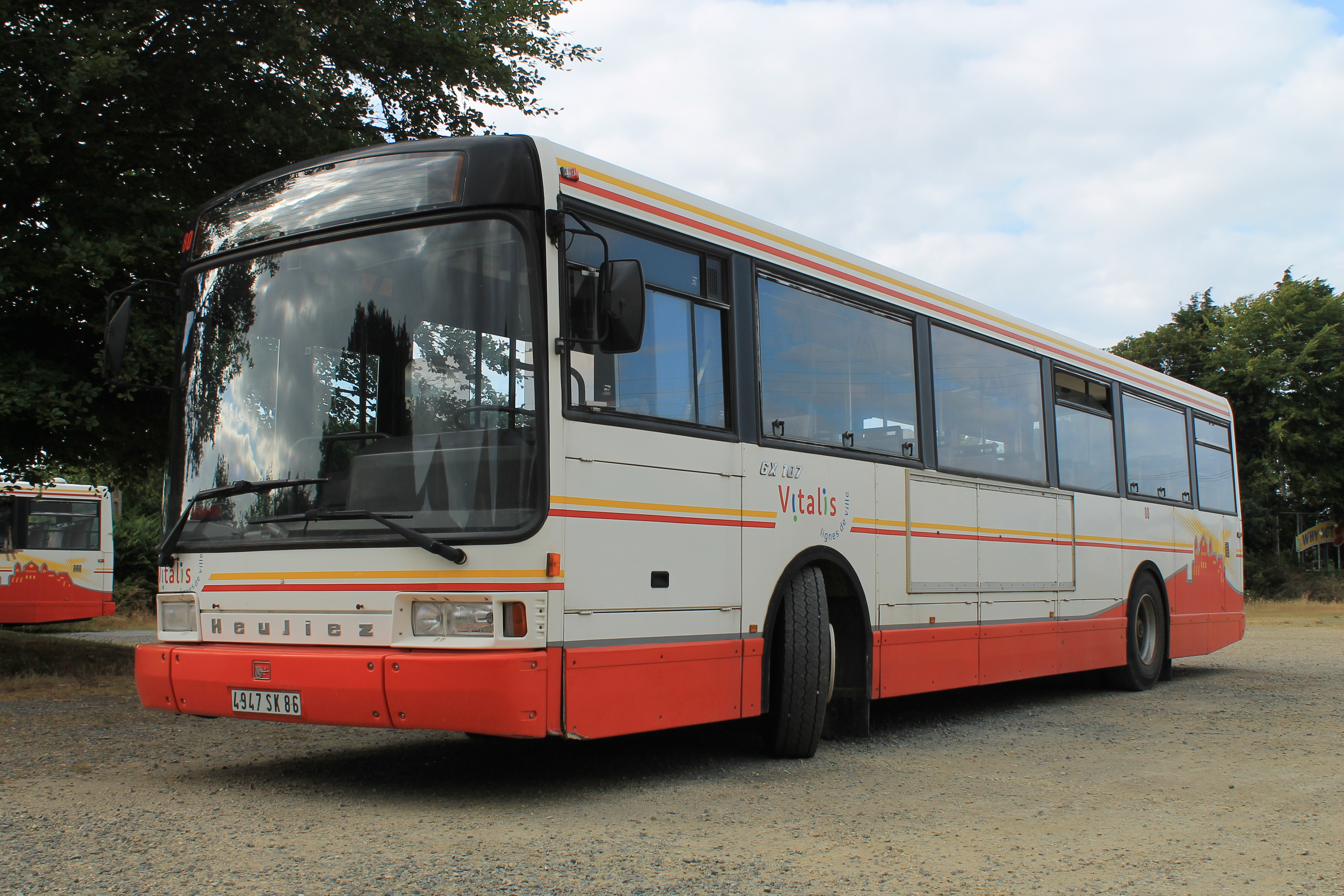
Heuliez GX107 in servizio a Poitiers

Il GX107 nasce per sostituire il precedente Heuliez O305, ossia la versione assemblata oltralpe del noto autobus tedesco. Il nuovo modello sfrutta la meccanica Renault e il telaio PR100 anch'esso prodotto dalla Renault. Sul mercato interno concorre con il Renault SC10, differenziandosene per la qualità superiore.
Oltre che nella taglia da 11,6 metri, è stata realizzata la versione articolata GX187 e midibus GX77H.

## Tecnica
Come già accennato, il GX107 adotta i motori Renault MIPS 06.20.45 e MIPR 06.20.45, eroganti rispettivamente 206 e 253 cavalli, esclusivamente con alimentazione a gasolio. La trasmissione è automatica a 4 rapporti.
Nel 1988 il modello ha subito un restyling che ha comportato la sostituzione dei gruppi ottici posteriori e la modifica del paraurti anteriore, ora diviso in 2 parti e dalle linee più morbide.

### Caratteristiche tecniche
Ecco un riepilogo delle caratteristiche:

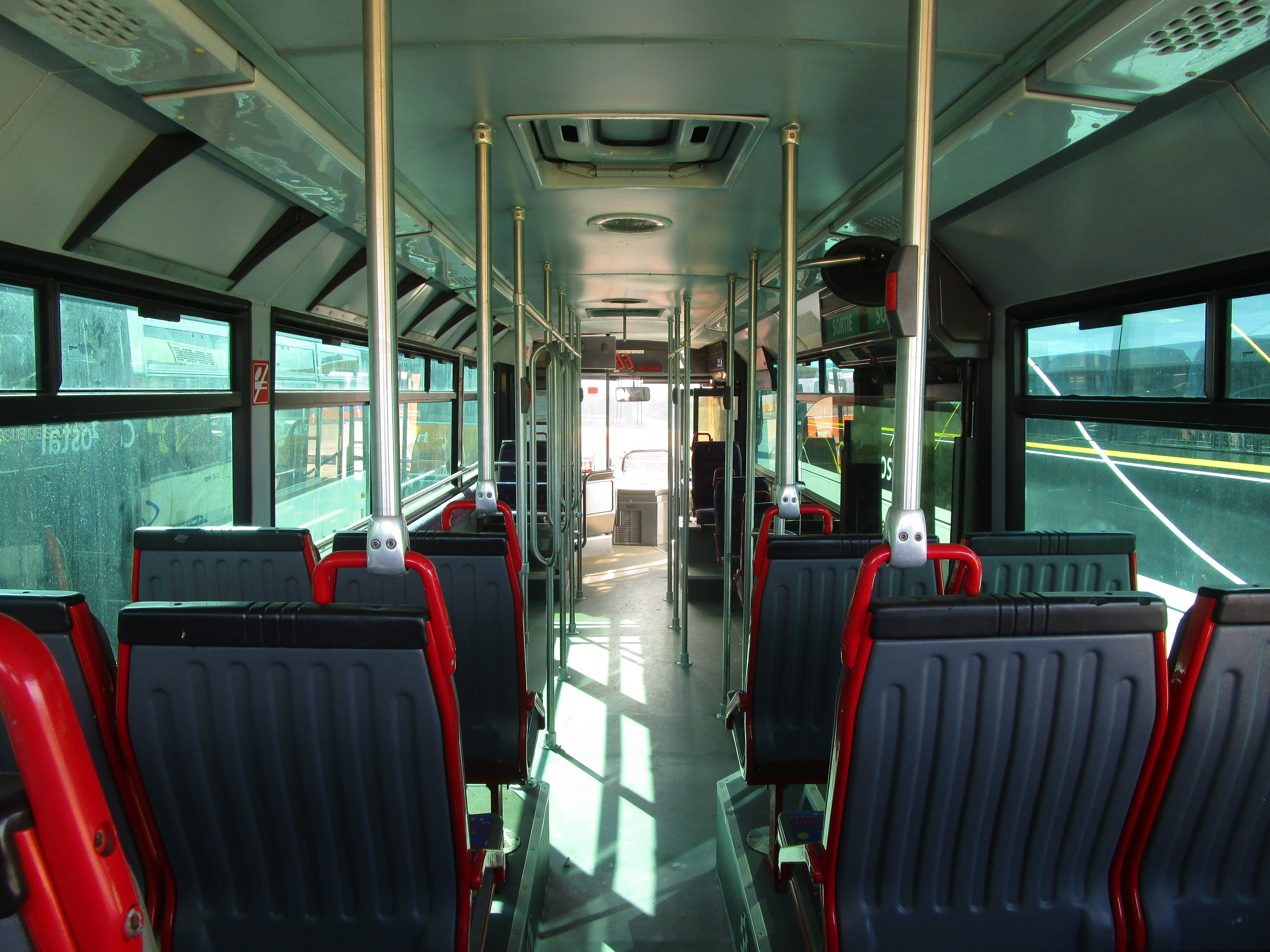
Interni di un GX107

- Lunghezza: 11,6 metri
- Alimentazione: Gasolio
- Allestimento: Urbano

## Modelli derivati
A partire dall'Heuliez GX107 sono stati costruiti i seguenti modelli:
- Heuliez GX44: realizzato per la sola città di Nantes, è ricavato dalla ricostruzione di altrettanti Heuliez O305 (prodotto in circa 200 esemplari)
- Heuliez GX113: versione realizzata appositamente per la città di Marsiglia, con allestimento specifico
- Heuliez GX87S: versione aeroportuale a 3 porte
- Heuliez GX307H

## Diffusione
L'Heuliez GX107 ha avuto un buon successo in Francia; tuttavia al giorno d'oggi gran parte delle unità sono state dismesse per anzianità di servizio; varie vetture sono state conservate da gruppi di appassionati oppure esportate in paesi in via di sviluppo.